# Johannes-Paul-II.-Progymnasium Vilnius
Das Johannes-Paul-II.-Progymnasium Vilnius (litauisch Vilniaus Jono Pauliaus II progimnazija) ist eine allgemeinbildende polnischsprachige Schule  in der litauischen Hauptstadt Vilnius, im Stadtteil Viršuliškės. Unterrichtssprache des Progymnasiums ist Polnisch. Litauisch ist als Amtssprache des Landes ein Pflichtfach.

## Geschichte
Im Jahr 1990 wollten die Vertreter der polnischen Minderheit von Vilnius, dass ihre Kinder Polnisch lernen. Viele der polnischen Schulen waren damals in russischen Schulen und Kindergärten untergebracht und arbeiteten im Zweischichtbetrieb.
1992 wurde eine Organisation gegründet, die den Bau einer neuen polnischen Schule in Vilnius unterstützen sollte. Die Mitglieder (darunter auch Rechtsanwalt Czesław Okińczyc) haben Geld für den Bau einer Schule eingeworben. Viele Polen aus der ganzen Welt haben geholfen. Der Senat der Republik Polen steuerte den größten Betrag bei (344.000 USD), mit Hilfe von J. Borovski, E. Smoktunowicz, dem polnischen Botschafter Jan Widacki und dem Generalkonsul D. Rzenieševski. Auch die Eltern der künftigen Schüler unterstützten die Bauarbeiten.
1994  wurde die Schule von der litauischen Firma „Vilprim“ gebaut.  Die Schule hatte eine Kapazität von 900 Schülern. Das Gebäude war aber zu klein. 1995 lernten dort 1772 Schüler und 1997 sogar 2250 Schüler. Die Primarstufen 1 und 2 waren auf sechs Kindergärten verteilt. 2002 wurden zwei Schulen gegründet: die Johannes-Paul-II.-Hauptschule in Viršuliškės (Rygos-Straße 10) und die Johannes-Paul-II.-Sekundarschule in Karoliniškės (V. Druskio-Straße 11/7), die seit 2004 ein Gymnasium ist. 2011 wurde die Hauptschule zum Progymnasium.
2024 arbeiteten dort 129 Mitarbeiter.